# 62 av. J.-C.
Cette page concerne l'année 62 av. J.-C. du calendrier julien proleptique.

## Événements
- 23 octobre 63 av. J.-C. (1er janvier 692 du calendrier romain) : début à Rome du consulat de Decimus Junius Silanus et Lucius Licinius Murena[1].
  - Jules César est élu préteur[2].
- Fin janvier : bataille de Pistoia[3].
  - Empêché par la goutte, le consul C. Antonius remet à son légat, Marcus Petreius, le commandement de l’armée. Il rencontre Catilina à Pistoia. Manlius et Catilina sont tués au cours de la bataille[4]. Brisée officiellement en la personne de Catilina, et certainement orchestrée en sous-main par Crassus et César, la conjuration continuera à vivre sous une forme nouvelle, celle des clubs (58 av. J.-C.).

- 13 mars : éclipse de lune, qui permet à Héron d'Alexandrie de calculer la distance entre Rome et Alexandrie[5].

- Été : Pro Archia, discours de Cicéron[6] prononcé pour défendre le droit de cité du poète Archias.
- Vers le 15 septembre : les Éduens et les Séquanes sont vaincus à la bataille de Magetobriga (Amagetobria) par Arioviste[7]. À l'appel de leurs alliés Séquanes, les 15 000 Suèves d'Arioviste passent le Rhin et infligent une lourde défaite aux Éduens, alliés de Rome. Arioviste réclame le tiers du territoire séquane pour son intervention[8]. Les Séquanes refusent et sont massacrés par les Suèves.
- Vers le 15 octobre : le druide des Éduens Diviciacos se présente devant le Sénat romain pour négocier une aide militaire contre les Germains[7].
- Nuit du 3 au 4 décembre : Clodius Pulcher, surpris dans la maison de Jules César lors de la célébration du culte de Bona Dea, est acquitté malgré Cicéron[9].
- Mi-décembre : Pompée, de retour d’Asie, débarque à Brundisium avec ses légions. S’il le veut, il est maître de Rome. À la stupéfaction générale, il licencie son armée, en application de la règle constitutionnelle. Il pense obtenir le pouvoir personnel non par un coup d’État, mais par collation légale régulière[10].

- Expédition du légat de Pompée en Syrie, Marcus Aemilius Scaurus, contre les Nabatéens après l'intervention d'Arétas III en Judée. Il marche sur Pétra, ravage le pays mais ses troupes souffrent de la famine. Antipater, sur ordre d'Hyrcan II, le ravitaille, puis est envoyé auprès d'Arétas et le convainc de payer un tribut de 300 talents en échange du retrait des troupes romaines[11].
- Début du règne d'Obodas II, roi de Nabatène (fin en 59 av. J.-C.)[12].

- La situation financière s’améliore à Rome grâce au butin ramené par Pompée après ses victoires en Orient[13] (prêts à 6 %).

- Construction du pont Fabricius sur l’île Tibérine à Rome[14].

- Début de la construction du mausolée du roi Antiochus Theos de Commagène sur le Nemrut Dağı[15].

## Décès
- Quintus Roscius Gallus, acteur romain
- Catilina, homme politique romain.